# خاندان ساساکی
خاندان ساساکی انگلیسی: 佐々木氏, Sasaki-shi یکی از خاندان‌های ژاپنی بود.